# Baranguá
Baranguá, o Baranguá Nuevo, es una localidad española perteneciente al municipio de Sabiñánigo a 12 km de la capital municipal, en la comarca del Alto Gállego, provincia de Huesca, Aragón.

## Historia
Núcleo de población creado en el siglo XIX y desarrollado en el XX. Fue establecido en las cercanías del Molino de Baranguá y de la estación ferroviaria de Orna de Gállego, construida en 1893 y cerrada en los años 1980.

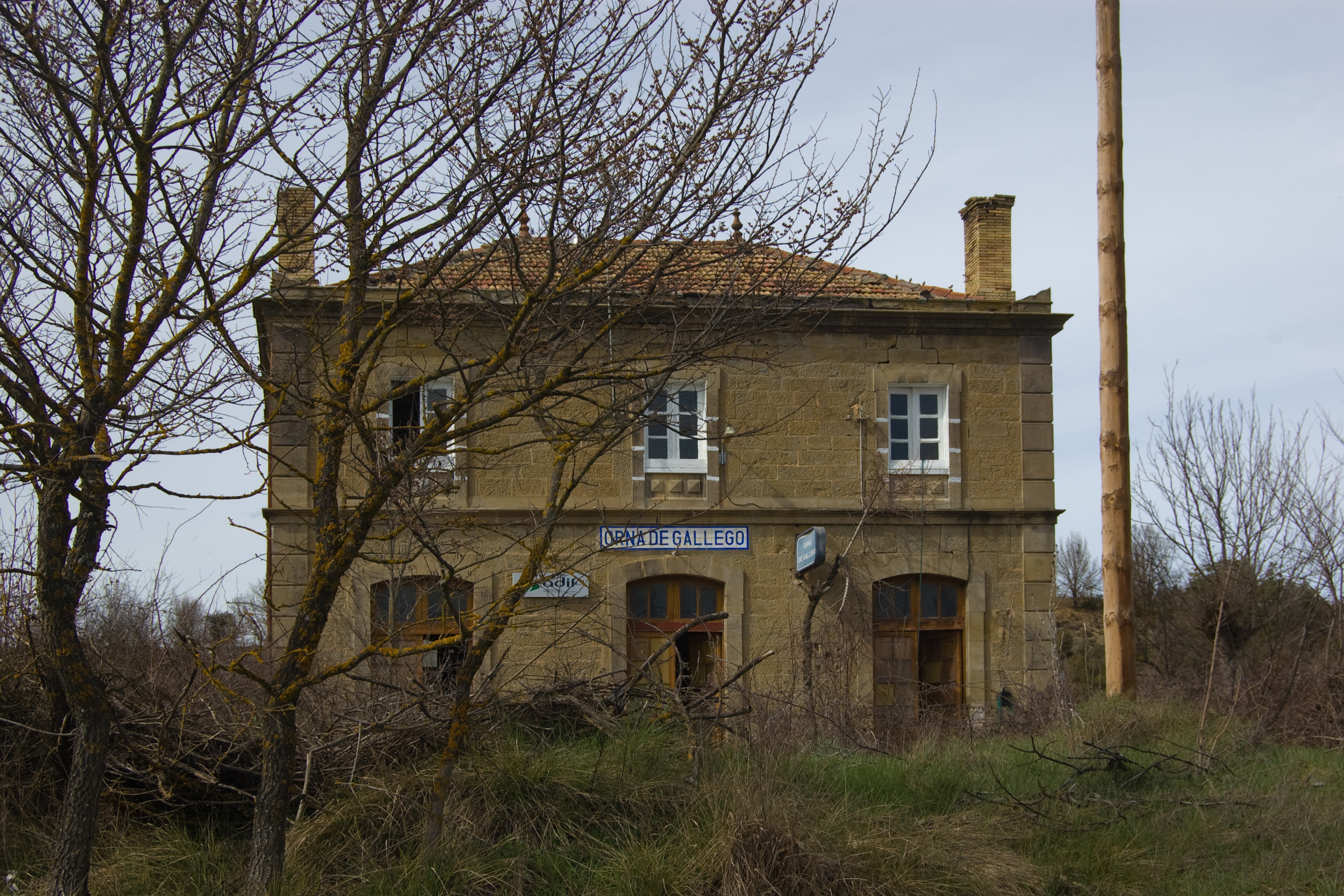
Estación ferroviaria de Orna de Gállego, en la localidad de Baranguá.

El pueblo de Baranguá originariamente se encontraba cercano a Arto, que tras abandonar su emplazamiento inicial se denominaría Baranguá Viejo, al cual también se puede encontrar en la bibliografía y cartografía como Baranguas o Pardina de Baranguás, que quedó en estado de ruina tras un  incendio acaecido  a mediados del siglo XX.

## Demografía
Datos demográficos de la localidad de Baranguá desde 1900:
| --                    | -- | 36 | 20 | 16 | 23 | 28 | 25 | 13 | 5 | 6 | 4 | 5 |
| (Fuente: IAEST e INE) |    |    |    |    |    |    |    |    |   |   |   |   |

- Aparece en el Nomenclátor a partir del año 1920.
- De 1930 a 1960 se discrimina entre Baranguá Nuevo y Baranguá Viejo, apareciendo aquí los datos de Baranguá Nuevo.
- A partir de 1970 no se discriminan ambos núcleos, y aparece de nuevo únicamente como Baranguá.
- Datos referidos a la población de derecho.

## Toponimia
Baranguá aparece citado en la documentación histórica a partir de 1077 como Barengra y Berangrosse.

## Lugares de interés
- Molino de Casa Baranguá.[8]
- Estación ferroviaria de Orna de Gállego.[1]